# Post Malone
Austin Richard Post (Syracuse, New York, 4. srpnja 1995.), poznat pod imenom Post Malone, američki je reper, pjevač, tekstopisac i gitarist. 
Prvi je put bio javno primijećen 2015. godine nakon izlaska njegovog prvog singla White Iverson. U kolovozu 2015., Malone je potpisao ugovor s izdavačkom kućom Republic Records. Objavio je pjesme Congratulations s Quavom i Rockstar s 21 Savageom, koje su se poimence našle na osmom i prvom mjestu top-ljestvice Billboard Hot 100. 
Svoj prvi album Stoney objavio je 2016. godine, a drugi, Beerbongs and Bentleys, 2018. godine.

## Životopis
Austin Richard Post rodio se 4. srpnja 1995. u Syracuseu. Odrastao je uz oca, Richa Posta, i maćehu, Jodie Post. Postov otac u svojoj je mladosti bio DJ i upoznao je sina s mnogo različitih žanrova glazbe kao što su hip hop, country i rock.
Kad je Post imao 9 godina, on i njegova obitelj preselili su se u Grapevine nakon što je njegov otac postao menadžer snack bara za Dallas Cowboyse. Post je počeo svirati gitaru i otišao je na audiciju za sastav Crown the Empire 2010. godine, ali su ga odbili nakon što su mu žice na gitari pukle usred audicije. S 16 godina, koristeći program Audacity, Post je napravio svoju prvu mix traku, Young and After Them Riches, i predstavio je u srednjoj školi.

### Karijera
Kao svoje umjetničko ime izabrao je Post Malone u dobi od 14 ili 15 godina. Nakon što je u veljači 2015. dovršio skladbu "White Iverson", postavio ju je na svoj profil na SoundCloudu. Dana 19. srpnja 2015. objavio je glazbeni video za tu pjesmu, koji je prešao 526 milijuna pregleda na YouTubeu od svog objavljivanja.
Post Malone kasnije je svoj album prvijenac nazvao „osrednjim” usprkos uspjehu pjesme "Congratulations" s Quavom, koja je bila njegova prva pjesma koja je ušla u top 10 na ljestvici Billboard Hot 100. Stoney je također sadržavao top 100 hitove "I Fall Apart" i "Deja Vu", koju je pjevao s Justinom Bieberom. Albumu je Udruženje diskografske industrije Amerike u listopadu 2017. dodijelilo dvostruku platinastu nakladu.

## Glazbeni stil
Postova glazba opisana je kao „ključajući lonac countryja, hip-hopa i R&B-a”.

## Kontroverze
U studenom 2017., u intervjuu s poljskim medijskim časopisom "NewOnce", izjavio je da vjeruje da modernoj hip-hop glazbi nedostaju „ljudi koji govore o stvarnim stvarima”, dodajući da „ako želiš razmišljati o životu, ne slušaj hip-hop”. Dobio je negativne komentare na socijalnim mrežama za svoje navode, čak i od repera kao što su Lil B i Vince Staples. Pojavio se u videu na Twitteru, u kojem je objasnio razlog svojih komentara, dodajući da on obožava hip-hop.

## Osobni život
Post na ruci ima tetovažu američkog predsjednika Kennedyja te je izjavio da je John Kennedy bio jedini predsjednik koji je govorio o „ludoj korupciji koja se događa ovih dana”. U prosincu 2016. je izjavio da, ako bi bio pozvan da nastupa na inauguraciji Donalda Trumpa, nastupao bi, iako ni Hillary Clinton ni Trump nisu sposobni da vrše dužnost predsjednika Sjedinjenih Američkih Država. Glasao je za Sandersa.

## Diskografija

### Studijski albumi
- Stoney (2016.)
- Beerbongs & Bentleys (2018.)
- Hollywood's Bleeding (2019.)
- Twelve Carat Toothache (2022.)
- Austin (2023.)
- F-1 Trillion (2024.)

## Vanjske poveznice
- Post Malone u internetskoj bazi filmova IMDb-a
- Službena stranica

| Portal:Glazba | Portal: Glazba |